# ماکیان اوبی۲–۸ای
ماکیان اوبی۲ -۸ای یک ستاره است که در صورت فلکی ماکیان قرار دارد.